# Мореходная улица (Ломоносов)
Морехо́дная улица — улица в городе Ломоносове Петродворцового района Санкт-Петербурга, в историческом районе Мартышкино. Проходит от Павловского проспекта до улицы Связи.
Название известно с 1955 года. Связано с тем, что в городе находилось Ломоносовское мореходное училище (с 1992 года — Ломоносовский морской колледж ВМФ), а также с морской историей Ораниенбаума.